# Lecania sexmaculatus
Lecania sexmaculatus là một loài ruồi trong họ Asilidae. Lecania sexmaculatus được Walker miêu tả năm 1855. Loài này phân bố ở vùng Tân nhiệt đới.